# 바츨라프 카들레츠
바츨라프 카들레츠(체코어: Václav Kadlec, 1992년 5월 20일 프라하 ~ )는 체코의 축구 선수로, 포지션은 공격수이다.